# Indiana Film Critics Association
L'Indiana Film Journalists Association (IFJA) è un'associazione americana di critici cinematografici, con sede nell'Indiana, Stati Uniti. Fondata nel 2009, assegna ogni anno gli Indiana Film Journalists Association Awards (IFJA Awards).

## Categorie di premi
- Miglior film
- Miglior regista
- Miglior attore
- Migliore attrice
- Miglior attore non protagonista
- Miglior attrice non protagonista
- Miglior sceneggiatura originale
- Miglior sceneggiatura adattata
- Migliore musica originale
- Miglior film in lingua straniera
- Miglior film d'animazione
- Miglior film documentario
- Original Vision Award